# Jorge Rencoret
Jorge Eduardo Rencoret Silva (Santiago, 18 de enero de 1936-Santiago, 21 de junio de 2001) fue un presentador de televisión chileno. Es considerado hasta hoy el padre de los magacínes matinales de la televisión chilena.

## Biografía
Tras una larga carrera como constructor civil y por invitación de Alfredo Lamadrid, entonces Gerente de Programación del Canal 9 de la Universidad de Chile (hoy Chilevisión) y cercano a él, ingresa a trabajar a la entonces señal universitaria en agosto de 1979 como presentador del microprograma Esta tarde y luego, en abril de 1980, de Teleonce al despertar, el primer programa matinal de la historia de la televisión chilena. Permanecería en el Canal 11 de la Universidad de Chile hasta enero de 1988, periodo en que, aparte de su ya legendaria participación en el matinal junto a Pepe Guixé, condujo el famoso programa folclórico Chilenazo entre 1980 y 1985, que dio cabida en horario estelar a la música folclórica y popular chilena, con un inesperado éxito de sintonía. Así mismo, participó como maestro de ceremonias en la Preselección Chilena para la OTI en 1985 y 1993. 
En enero de 1988 cambia de estación televisiva y emigra a Televisión Nacional de Chile (TVN), donde aparte de conducir el programa Mediodía en Chile fue uno de los rostros de la campaña por el Sí, a favor de la continuidad de Augusto Pinochet, en el plebiscito de 1988. Tras la derrota oficialista, se mantuvo en TVN en 1989 con Semana a semana, un programa periodístico-magazinesco dominical en la mañana, junto a Gabriela Velasco espacio que estuvo unos meses al aire, además de ser el animador del Festival del Huaso de Olmué entre 1989 y 1990 y que transmitió TVN. Finalmente es marginado de la estación en marzo de 1990 por el asumido director general del canal estatal, Jorge Navarrete. 
Posteriormente volvería a la televisión como rostro pionero de La Red en mayo de 1991, donde conduciría programas como Tuti Fruti (1991-1992), con Susana Palomino y Todo por la plata (1993-1994), con Andrea Molina. Tras un breve retorno a Chilevisión en 1995 conduciendo el programa misceláneo Al revés y al derecho, junto a la desaparecida periodista y locutora española Lourdes Alfaya, terminaría su carrera televisiva en la conducción del programa Vivienda, construcción y decoración (1998-2001) del Pabellón de la Construcción.
Su última labor televisiva fue el programa folclórico Chile Criollo (2000-2001) de UCV TV.

## Muerte
Falleció sorpresivamente la madrugada del 21 de junio del año 2001, mientras recibía asistencia en la Clínica Alemana por infarto al miocardio, a la edad de 65 años.Su cuerpo fue velado en la Iglesia de Los Dominicos y fue enterrado en el Parque del Recuerdo. A su muerte, dejaba una esposa y cinco hijos.